# Anna Del Amico
Anna Del Amico es un personaje de ficción del drama médico ER, interpretado por Maria Bello de 1997 a 1998. Del Amico era una becaria de pediatra que desarrolla un internado en la sala de urgencias del ficticio Hospital Cook County General de Chicago para obtener experiencia tanto en su campo como en medicina de urgencias.

## Biografía

### Cuarta temporada
Del Amico aparece por primera vez en el episodio Random Acts de la tercera temporada donde, luego de haber completado previamente una residencia de pediatría, ella viene al Hospital County General como becaria interna de medicina de urgencias para obtener experiencia. Su experiencia como pediatra causa fricción con el Dr. Doug Ross, que también era becario de la misma especialidad inicialmente.
Durante el trascurso de la temporada, se transforma en consultora médica de la clínica dirigida por la enfermera Carol Hathaway, con la cual inicia una amistad, al igual que con la Dra. Elizabeth Corday. Sin embargo, el principal nudo del personaje ocurre con la relación de amistad que posee con el Dr. John Carter. Este último comienza a tener sentimientos fuertes por ella, los que no son totalmente correspondidos, sobre todo por el origen multimillonario de la familia de Carter que causa cierta fricción. Sin embargo, se mantienen como amigos durante toda la temporada, ayudando Del Amico a desintoxicar al primo de Carter, Chase, de su adicción a la heroína.
A pesar de que comparte un beso con Carter, su posible relación se disuelve luego que el ex de Del Amico, Max Rocher, viaja a Chicago a verla. Ella no se siente muy confiada luego de la adicción que este poseía a las drogas, y no se siente cómoda luego de tener a Rocher y Carter en la misma habitación. Luego del final de la temporada no se le vuelve a ver.

### Vida posterior
Carter afirma, posteriormente, que se trasladó a Filadelfia para trabajar allí en una sala de urgencias pediátrica, cerca de su familia y su novio. La etiqueta con su nombre en su antiguo casillero fue tomada, probablemente, por la enfermera Haleh Adams y colocado en un antiguo muro del hospital, junto a otras etiquetas de otros doctores y enfermeras.